# آدم كلارك (لاعب كريكت بريطاني)
آدم كلارك (13 سبتمبر 1984 في المملكة المتحدة - ) (بالإنجليزية: Adam Clarke)‏ هو لاعب كريكت بريطاني. لعب مع Durham University Centre of Cricketing Excellence ‏.

## وصلات خارجية
- آدم كلارك على موقع إي آس بي آن كريك إنفو (الإنجليزية)